# Jean Ghislain Delcuve
Jean Ghislain Delcuve OFMCap (* 24. Dezember 1895 in Mons, Belgien; † 13. August 1963) war ein belgischer Ordensgeistlicher und römisch-katholischer Apostolischer Vikar von Ubanghi Belga.

## Leben
Jean Ghislain Delcuve trat der Ordensgemeinschaft der Kapuziner bei und empfing am 28. Februar 1920 das Sakrament der Priesterweihe.
Am 21. Juni 1948 ernannte ihn Papst Pius XII. zum Titularbischof von Bargylia und zum Apostolischen Vikar von Ubanghi Belga. Der Weihbischof in Mecheln, Jean Marie Van Cauwenbergh, spendete ihm am 10. August desselben Jahres die Bischofsweihe; Mitkonsekratoren waren der emeritierte Bischof von Lahore, Hector Catry OFMCap, und der emeritierte Apostolische Vikar von Niangara, Robert Constant Lagae OP.
Jean Ghislain Delcuve trat im Januar 1958 als Apostolischer Vikar von Ubanghi Belga zurück.